# فؤاد بابان
فؤاد بابان (زادهٔ ۹ تیر ۱۳۳۲ تهران) یکی از گویندگان قدیمی صدا و سیمای جمهوری اسلامی ایران است. والدین وی اهل کردستان بودند.
وی از دههٔ چهل به بعد در بخش‌های گوناگون صدا و سیما در سمت‌هایی همچون برنامه‌سازی، گویندگی، مدیریت و نویسندگی مشغول به فعالیت بوده‌است. بابان به ادبیات فارسی و کردی علاقه‌مند بوده و از طرفداران اشعار حافظ و سعدی و شاعران کرد است. وی پس از ۳۵ سال خواندن خبر به‌طور رسمی از این کار خداحافظی کرد.
شکرالله بابان پدر فؤاد بابان از چهره‌های رادیو و تلویزیون ایران و از گویندگان پیشکسوت صدا و سیمای جمهوری اسلامی بود.